# The Look of Silence
The Look of Silence è un film documentario del 2014 diretto da Joshua Oppenheimer in concorso alla 71ª Mostra internazionale d'arte cinematografica di Venezia.

## Trama
Indonesia: tra il 1965 e il 1966 il generale Suharto prende il potere e dà il via a una delle più sanguinose epurazioni della storia. Con la complicità e il supporto dell'esercito indonesiano, gruppi para-militari massacrano oltre un milione di persone, tra comunisti, minoranze etniche e oppositori politici. Nato nel 1968, Adi non ha mai conosciuto suo fratello, mutilato e ucciso barbaramente da alcuni membri del Komando Aksi nell'eccidio dello Snake River.
Il regista Joshua Oppenheimer, che già aveva rotto il silenzio sul genocidio indonesiano con il suo acclamato L'atto di uccidere, scioccando pubblico e critica di tutto il mondo, porta Adi a incontrare e confrontarsi con i responsabili di quell'atroce delitto, in un percorso che ha come obiettivo quello di tutti i grandi viaggi: la ricerca e l'affermazione della verità.

## Distribuzione
Il film fa parte del programma della 71ª Mostra internazionale d'arte cinematografica di Venezia in concorso. Fa inoltre parte della selezione ufficiale del Toronto International Film Festival. Sarà distribuito anche in Italia da I Wonder Pictures l'11 settembre 2014.

## Riconoscimenti
- Festival del cinema di Venezia 2014
  - Gran premio della giuria a Joshua Oppenheimer
  - Premio FIPRESCI - Miglior film a Joshua Oppenheimer
  - Premio Fedeora per il miglior film europeo dell'area mediterranea a Joshua Oppenheimer
  - Mouse d'oro a Joshua Oppenheimer
  - Premio Human Rights Film Network (ex aequo con Io sto con la sposa di Antonio Augugliaro, Gabriele del Grande, Khaled Soliman al Nassiry) a Joshua Oppenheimer
  - Nomination Leone d'oro a Joshua Oppenheimer
- Chicago International Film Festival 2014
  - Nomination Premio Audience Choice a Joshua Oppenheimer
- Copenhagen International Documentary Festival 2014
  - Premio CPH:DOX a Joshua Oppenheimer
- Busan International Film Festival 2014
  - Premio Busan Cinephile a Joshua Oppenheimer
- 2015 - Gotham Awards[5]
  - Miglior documentario
- 2016 - Premio Oscar
  - Nomination per il Miglior documentario